# Wirtschaftswunder

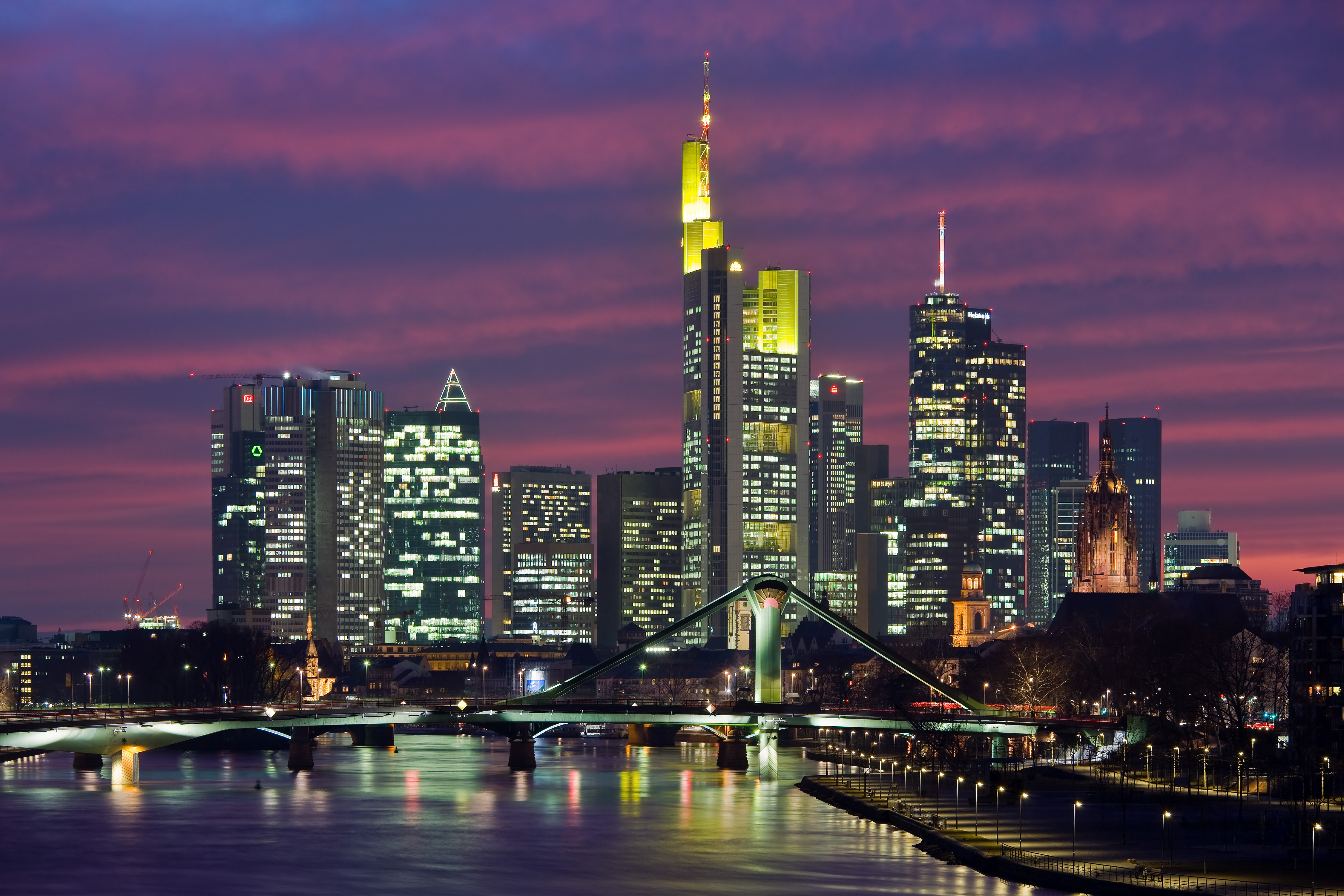
Centro finanziario di Francoforte sul Meno, Germania. La città ospita la Borsa valori.

Il termine tedesco Wirtschaftswunder (in italiano miracolo economico) descrive la rapida ricostruzione e lo sviluppo dell'economia della Germania Ovest e dell'Austria nel dopoguerra della seconda guerra mondiale. Il termine è stato utilizzato per la prima volta in questa accezione dal Times nel 1950.
Si considera l'inizio di questo periodo con la sostituzione, avvenuta nel 1948, del Reichsmark con il marco tedesco come moneta nazionale (una riforma simile venne adottata in Austria con la reintroduzione dello scellino austriaco), e fu caratterizzato da un periodo con una bassa inflazione ed una rapida crescita industriale.
Questo periodo fu guidato dal cancelliere Konrad Adenauer e dal suo ministro delle finanze Ludwig Erhard, passato alla storia come il "padre del miracolo economico tedesco".
In Austria, la nazionalizzazione delle industrie portò il Paese in un periodo di crescita economica simile, sebbene assai inferiore a quella tedesca.